# Liste der Baudenkmäler in Seukendorf
Auf dieser Seite sind die Baudenkmäler in der mittelfränkischen Gemeinde Seukendorf zusammengestellt. Diese Tabelle ist eine Teilliste der Liste der Baudenkmäler in Bayern. Grundlage ist die Bayerische Denkmalliste, die auf Basis des Bayerischen Denkmalschutzgesetzes vom 1. Oktober 1973 erstmals erstellt wurde und seither durch das Bayerische Landesamt für Denkmalpflege geführt wird. Die folgenden Angaben ersetzen nicht die rechtsverbindliche Auskunft der Denkmalschutzbehörde.
 Diese Liste gibt den Fortschreibungsstand vom 19. August 2014 wieder und enthält 8 Baudenkmäler.

## Baudenkmäler nach Gemeindeteilen

### Seukendorf
| Lage                                  | Objekt                                            | Beschreibung | Akten-Nr.    | Bild                 |
| ------------------------------------- | ------------------------------------------------- | --- | ------------ | -------------------- |
| Langenzenner Straße 7 (Standort)      | Barockportal des Gasthauses Grüner Baum           | Anfang 18. Jahrhundert | D-5-73-126-1 | BW                   |
| Pfarrgasse 1 (Standort)               | Ehemaliges Schulhaus                              | Eingeschossiger Sandsteinquaderbau mit Walmdach, Mitte 18. Jahrhundert, moderne Fassadenveränderungen | D-5-73-126-3 | Ehemaliges Schulhaus |
| Pfarrgasse 1; Pfarrgasse 3 (Standort) | Evangelisch-lutherische Pfarrkirche St. Katharina | Saalkirche aus Sandsteinquadermauerwerk mit Satteldach, Langhaus 14. Jahrhundert, Turm mit Spitzhelm und eingezogener Chor zweite Hälfte 15. Jahrhundert, anstelle eines Vorgängerbaus, Einbau der Langhaustonne um 1715 und Turmerhöhung um 1735; mit Ausstattung | D-5-73-126-2 | weitere Bilder       |
| Pfarrgasse 1; Pfarrgasse 3 (Standort) | Kirchhofmauer                                     | Spätmittelalterliche Werk- und Hausteinmauer mit barockem Rundbogenportal, Sandstein, 14./15. und 18. Jahrhundert | D-5-73-126-2 | Kirchhofmauer        |
| Pfarrgasse 3 (Standort)               | Pfarrhaus                                         | Zweigeschossiger Walmdachbau mit Giebel- und Schleppgauben, Sandsteinquaderbau mit Gesimsgliederung, 1837/38 | D-5-73-126-4 | Pfarrhaus            |

### Erzleitenmühle
| Lage                        | Objekt    | Beschreibung                                                                                   | Akten-Nr.    | Bild |
| --------------------------- | --------- | ---------------------------------------------------------------------------------------------- | ------------ | ---- |
| Erzleitenmühle 1 (Standort) | Erdkeller | Aus Sandsteinquadern im nordöstlichen Begrenzungswall des Mühlenteiches, bezeichnet mit „1839“ | D-5-73-126-5 | BW   |

### Hiltmannsdorf
| Lage | Objekt                           | Beschreibung | Akten-Nr.              | Bild                     |
| --- | -------------------------------- | --- | ---------------------- | ------------------------ |
| Alte Dorfstraße (Standort)                                                                                                | Kriegerdenkmal                   | Steinskulptur eines Soldaten auf hohem Sandsteinsockel mit Inschriftentafel, nach 1918 | D-5-73-126-8           | Kriegerdenkmal           |
| Alte Dorfstraße 15 (Standort)                                                                                             | Ehemaliges Wohnstallhaus         | Eingeschossiger Putzbau mit Satteldach und Fachwerkgiebel, 18. Jahrhundert, Erdgeschossfassaden durch moderne Fensterveränderungen weitgehend überformt                                        | D-5-73-126-6           | Ehemaliges Wohnstallhaus |
| Burgfarrnbacher Weg; Farrnbach; Steigäcker; Weißenstein (Standort)                                                        | Straßenbrücke über den Farrnbach | einbogige Steinbrücke aus Bruchsteinmauerwerk, 18./frühes 19. Jahrhundert | D-5-73-126-9           | BW                       |
| Pfalzhaus; Fünfzigmorgen; Hundertmorgen; Obere Gemeinde; Alter Zirndorfer Weg; Pfalzwiesenweg; Untere Gemeinde (Standort) | Forstgrenzsteine                 | Forstgrenzsteine der Nord- und Westgrenzen des Fürther Stadtwaldes Nrn. 4–5, 10, 12, 13–15, 18–25, 27, 29, Sandstein, 18./19. Jh. (teilweise in den Gemeindegebieten von Fürth und Cadolzburg) | D-5-73-114-97 Wikidata | weitere Bilder           |

### Kohlersmühle
| Lage                    | Objekt                               | Beschreibung | Akten-Nr.    | Bild           |
| ----------------------- | ------------------------------------ | --- | ------------ | -------------- |
| Mühlgasse 14 (Standort) | Ehemalige Kohlersmühle, Wohnhaus     | Zweigeschossiger Sichtfachwerkbau mit Satteldach und Schleppgauben, Erdgeschoss zum Teil massiv verputzt, Westfassade verputzt, 18. Jahrhundert                                                             | D-5-73-126-7 | weitere Bilder |
| Mühlgasse 14 (Standort) | Ehemalige Kohlersmühle, Stallgebäude | Ein- bis zweigeschossiger Sandsteinquaderbau mit Satteldach, Fledermausgauben und nordseitiger Aufzugsgaube, bezeichnet mit „1843“                                                                          | D-5-73-126-7 | BW             |
| Mühlgasse 14 (Standort) | Ehemalige Kohlersmühle               | Scheune, eingeschossiger Sandsteinquaderbau mit Satteldach, bezeichnet mit „1835“, moderne Fassadenveränderungen Backhaus, kleiner eingeschossiger Sandsteinquaderbau mit Satteldach, bezeichnet mit „1843“ | D-5-73-126-7 | BW             |